# (1056) Azalea
(1056) Azalea ist ein Asteroid des Hauptgürtels, der am 31. Januar 1924 vom deutschen Astronomen Karl Wilhelm Reinmuth in Heidelberg entdeckt wurde.
Benannt ist der Asteroid nach der Pflanzengruppe der Azaleen.